# Юр'євка (Топкинський округ)
Ю́р'євка (рос. Юрьевка) — селище у складі Топкинського округу Кемеровської області, Росія.

## Населення
Населення — 23 особи (2010; 33 у 2002).
Національний склад (станом на 2002 рік):
- росіяни — 85 %